# Partenio III di Costantinopoli
Partenio III (in greco Παρθένιος Γ΄?; Lesbo, ... – Costantinopoli, 24 marzo 1657) è stato un arcivescovo ortodosso greco, patriarca ecumenico di Costantinopoli dal 26 luglio 1656 alla sua morte, avvenuta per impiccagione dopo essere stato accusato di tradimento e dopo aver rifiutato di convertirsi all'islam. Proprio per questo, la Chiesa ortodossa lo ricorda come Nuovo Ieromartire il 24 marzo.

## Biografia
Partenio nacque nell'isola greca di Lesbo e nel 1639 fu eletto metropolita di Chio. Il 26 luglio 1656 divenne patriarca ecumenico di Costantinopoli, succedendo a Joannicus II. 
Partenio, che si schierò con i russi negli scontri per il controllo della Chiesa in Ucraina, nel 1656 denunciò la confessione di fede del 1643 del precedente metropolita di Kiev Pietro Mogila, considerata troppo vicino alla dottrina cattolica. La Confessione di Fede di Pietro Mogila era stata tuttavia già approvata da tutti i patriarchi di lingua greca nel 1643, e fu nuovamente approvata nel 1662 dal patriarca Nettario di Gerusalemme e dal sinodo di Gerusalemme del 1672. Partenio fece seppellire i resti, recuperati su una riva, del suo predecessore Cirillo Lucaris, che fu ucciso nel 1638 su una nave nel Mar di Marmara e gettato nelle acque. 
Per raccogliere fondi, Partenio inviò lettere a un vescovo greco nel regno russo, all'epoca nemico politico dell'Impero ottomano. La sua corrispondenza fu intercettata e consegnata al Gran Visir Mehmet Köprülü, che decise che Partenio avrebbe dovuto essere processato per tradimento. Sebbene le accuse si fossero dimostrate false, il sultano Mehmed IV ordinò la sua impiccagione per "dare l'esempio a coloro che potrebbero provare in futuro". L'unica opzione che gli fu data per essere scagionato dalla pena capitale fu quella di convertirsi all'Islam, ma Partenio rifiutò. 
Così il 24 marzo 1657 Partenio, insieme a una grande folla di fedeli, camminò dalla prigione fino a un luogo di Costantinopoli chiamato "Porta dell'amo" (Parmak Kapi) dove fu impiccato. Rimase impiccato per tre giorni e successivamente gettato in mare. Il suo corpo fu trovato dai cristiani e fu sepolto nel monastero di Kamariotissa sull'isola di Chalki. 